# Jacques Fatton
Jacques "Jacky" Fatton (Exincourt, 19 de dezembro de 1925 - 25 de julho de 2011) foi um futebolista suíço que atuava como atacante.

## Carreira
Fatton, que representou a Suíça 53 vezes entre 1946 e 1955 e fez parte do elenco da Seleção Suíça de Futebol, na Copa do Mundo de 1950, no Brasil, e na Copa do Mundo de 1954, na Suíça.[carece de fontes?] É lembrado em seu país como "o herói de São Paulo", pois sua atuação no estádio do Pacaembu, na Copa de 1950, permitiu à Suíça garantir o empate de 2 a 2 contra os donos da casa.
No dia seguinte à sua morte, o presidente da Fifa, Joseph Blatter, homenageou-o com estas palavras:
| “ | Em inúmeras ocasiões, tive o privilégio de ver em ação esse excepcional jogador, cujo lugar na história do futebol da Suíça está assegurado graças a sua longa e bem-sucedida carreira e seu faro para o gol. | ” |
|   | — Joseph Blatter, presidente da FIFA. |   |